# Droga wojewódzka 804
Die Droga wojewódzka 804 (DW 804) ist eine einen Kilometer lange Droga wojewódzka (Woiwodschaftsstraße) in der polnischen Woiwodschaft Masowien, die den Bahnhof Pilawa mit Pilawa verbindet. Die Strecke liegt im Powiat Garwoliński.

## Streckenverlauf
Woiwodschaft Masowien, Powiat Garwoliński
-  Pilawa (DW 805)